# Пирс, Бенджамин
Бенджамин Пирс (англ. Benjamin Peirce; 4 апреля 1809 — 6 октября 1880) — американский астроном и математик. Отец американского философа Чарльза С. Пирса (1839—1914). Вычислил пертурбацию планет Урана и Нептуна.

## Биография
Пирс стал в 1833 году профессором математики и натурфилософии в университете Гарварда, а в 1842 году — занял должность Перкинсовского профессора астрономии и математики, учрежденную в Гарвардском университете в том же 1842 году по завещанию Джеймса Перкинса. В 1867 году Пирс руководил работой по измерению побережья Соединённых Штатов.
Вместе с палеонтологом Луи Агассисом, астрономом Бенджамином Гулдом, Александром Бейчем и рядом других ведущих американских ученых входил в неформальное объединение «лаццарони», которые добивались увеличения государственной поддержки науки и были вовлечены в реформы высшего образования.
Пирс отвечал преимущественно за внедрение математики в американских исследовательских учреждениях. Таким образом, он был первым, кто предложил математические курсы на уровне докторанта в Соединённых Штатах. Он был известен своим вкладом в областях аналитической механики и линейной алгебры. Кроме того, своими ранними работами по астрономии он сыграл роль в деле открытия планеты Нептун.
Иностранный член Лондонского королевского общества (1852). В 1863 году Бенджамин Пирс вошёл в число первоначальных членов Национальной академии наук США.

## Эпонимы
В честь Пирса назван лунный кратер.